# گانوالو

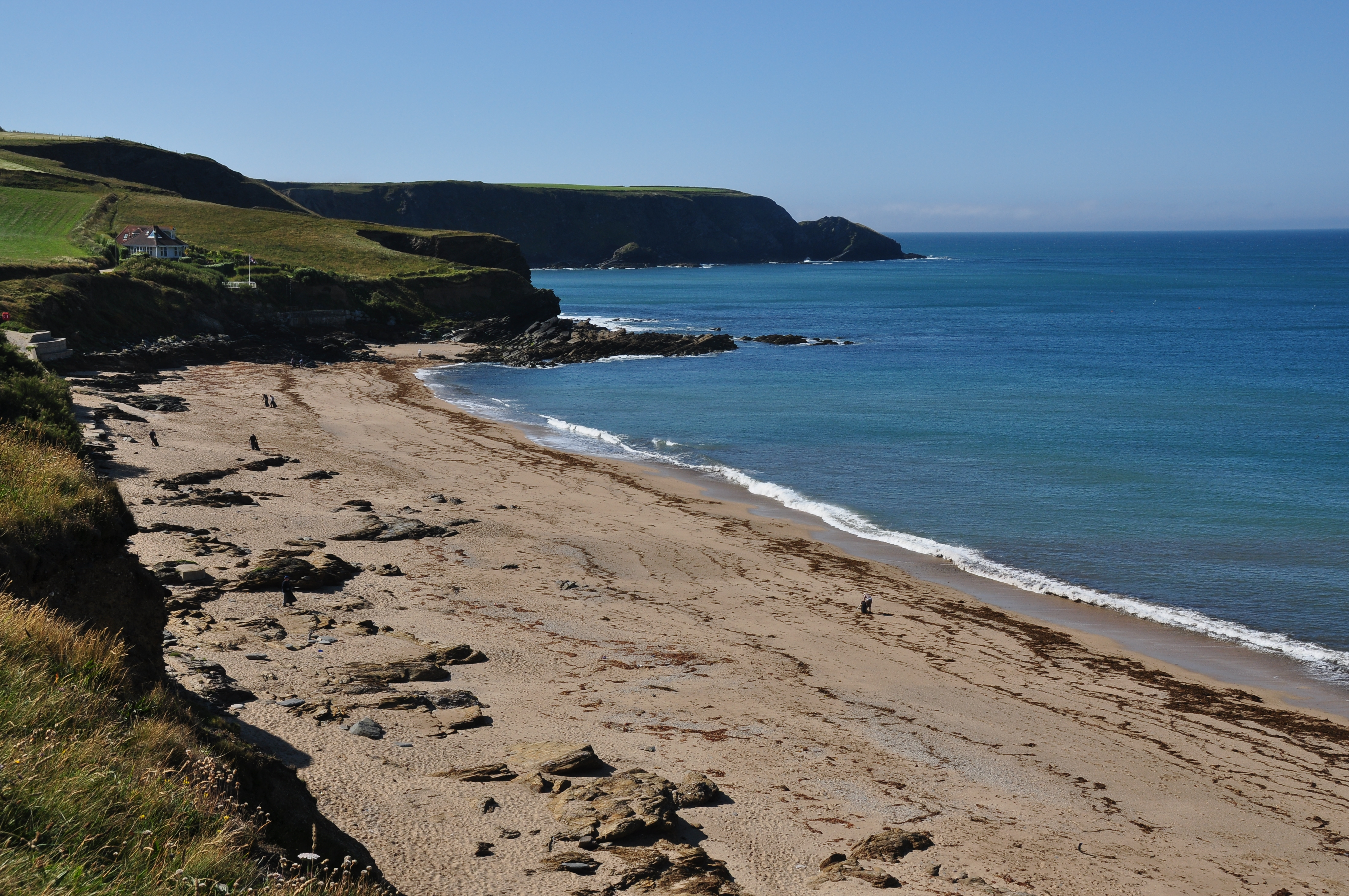
نمایی از گانوالو یک محله مدنی و روستا در کورنوال، بریتانیا - ۲۰۱۱

گانوالو (به انگلیسی: Gunwalloe) یک محله مدنی و روستا در بریتانیا است که در کورنوال واقع شده‌است.